# Valdastillas (kommunhuvudort)
Valdastillas är en kommunhuvudort i Spanien.   Den ligger i provinsen Provincia de Cáceres och regionen Extremadura, i den centrala delen av landet, 190 km väster om huvudstaden Madrid. Valdastillas ligger 612 meter över havet och antalet invånare är 317.
Terrängen runt Valdastillas är kuperad åt sydost, men åt nordväst är den bergig. Runt Valdastillas är det ganska glesbefolkat, med 23 invånare per kvadratkilometer. Närmaste större samhälle är Jaraíz de la Vera, 13,3 km sydost om Valdastillas. 